# Дженіс Пейдж
Дженіс Пейдж (народжена Донна Мей Тьяден; 16 вересня 1922 — 2 червня 2024 у Лос-Анжелес) — американська актриса та співачка. З майже 60-річною кар’єрою вона була однією з останніх зірок Золотого віку Голлівуду.
Народившись у Такомі, штат Вашингтон, Пейдж почала співати в місцевих аматорських шоу у віці п’яти років. Після закінчення середньої школи вона переїхала до Лос-Анджелеса, де під час Другої світової війни стала співачкою в Голлівудській їдальні, а також позувала як пін-ап-модель.
Це призвело до підписання контракту з Warner Bros., хоча пізніше вона залишила студію, щоб продовжити роботу в театрі, з’явившись у ряді бродвейських шоу. Більшу частину своєї кар'єри вона продовжувала чергувати роботу в кіно і в театрі. Починаючи з середини 1950-х років, вона також неодноразово з'являлася на телебаченні, а також зіграла головну роль у власному ситкомі It's Always Jan.

## Інтернет-ресурси
- Дженіс Пейдж на сайті IMDb (англ.)
- Дженіс Пейдж на сайті Internet Broadway Database (англ.)
- Дженіс Пейдж на сайті All Movie Guide (англ.)
- Дженіс Пейдж на сайті Discogs (англ.)